# Evolutionäre Ästhetik

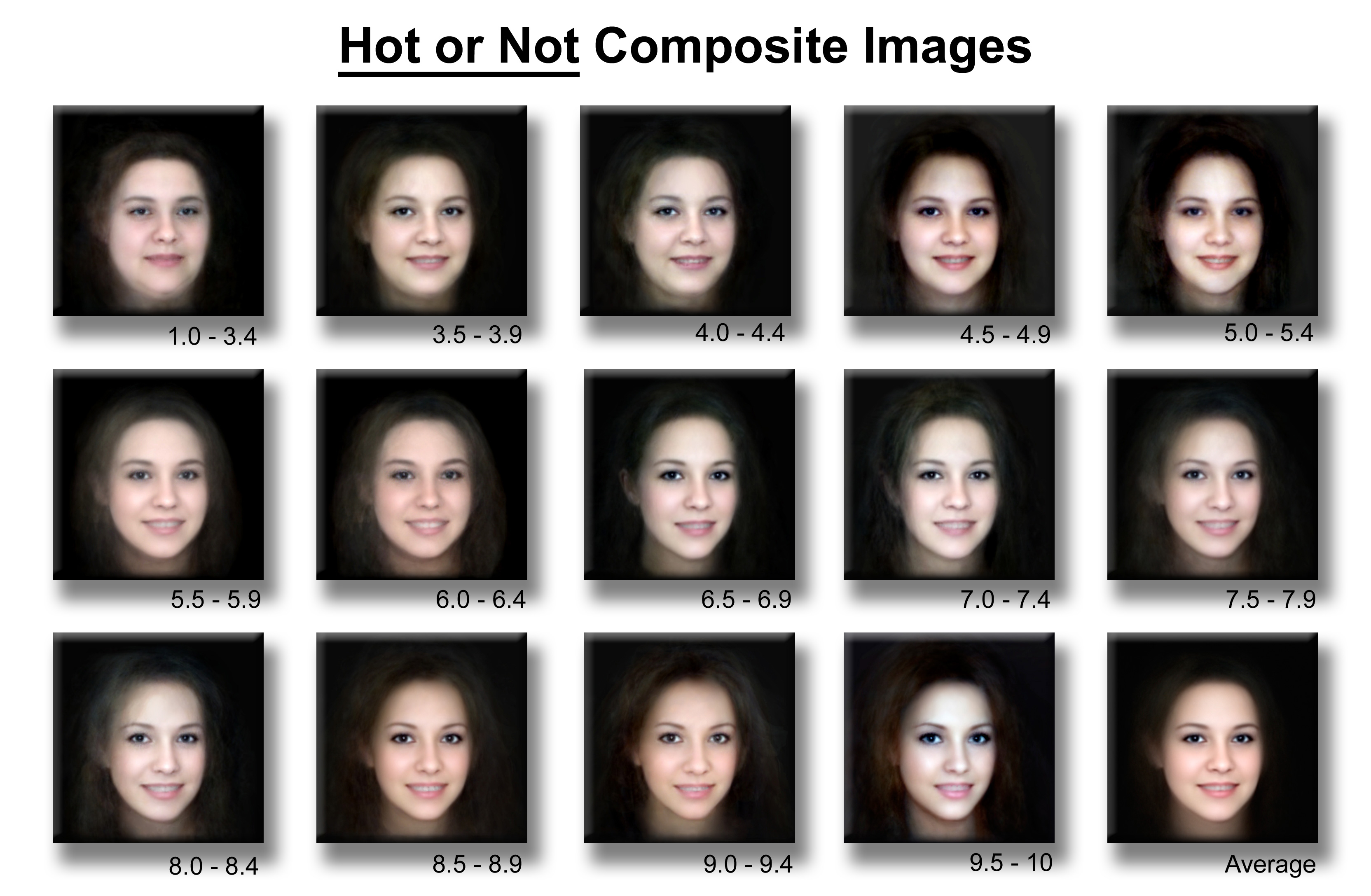
Ergebnis eines Rankings, bei dem Frauengesichter, nach Schönheit beurteilt werden sollten. Je höher die Punktzahl, desto attraktiver das Gesicht. Anschließend wurden diese nach Bewertung sortiert und Bilder mit ähnlichen Bewertungen am Computer per Morphing übereinandergelegt.

Die evolutionäre Ästhetik beschäftigt sich mit der evolutionären Entstehung und Entwicklungsgeschichte des ästhetischen Empfindens. Die evolutionäre Ästhetik greift dabei auf Ansätze der evolutionären Erkenntnistheorie zurück.
Im Detail wird der Begriff „evolutionäre Ästhetik“ – wie auch der Begriff „Ästhetik“ selbst – unterschiedlich verwendet, insbesondere für die Untersuchung
- der Frage, warum Menschen etwas schön oder hässlich finden bzw. warum sie von bestimmten Reizen angezogen werden,
- der Ursprünge von Kunst und künstlerischer Tätigkeit,
- der Entstehung bestimmter universeller Wahrnehmungsweisen, zum Beispiel, dass die Farben Rot und Gelb, insbesondere in der Kombination mit Schwarz, überall auf der Welt als Signalfarben wahrgenommen werden.

## Evolutionstheorie des ästhetischen Empfindens
Nach der Theorie der evolutionären Psychologie ist auch das ästhetische Empfinden des Menschen das Ergebnis evolutionärer Anpassung. Vorausgesetzt wird, dass es eine genetische Grundlage für bestimmte ästhetische Vorlieben gibt, die sich im Laufe der Evolution des Menschen und seiner Vorfahren entwickelt haben, sowie einen evolutionär begründbaren Vorteil durch ästhetische Vorlieben. Menschen reagieren auch heute noch auf bestimmte Schlüsselreize, die in früheren Jahrmillionen dem Überleben, der Fortpflanzung und der Weitergabe der menschlichen Gene förderlich waren. Ähnliches wie für Schlüsselreize soll demnach auch für ästhetische Empfindungen gelten.

### Anpassung der Präferenzen an natürliche Lebensbedingungen
Die evolutionäre Ästhetik geht davon aus, dass sich das ästhetische Empfinden an die natürlichen Lebensbedingungen angepasst hat. So lässt sich beispielsweise nachweisen, dass Menschen in allen Kulturen Flusslandschaften sowie halboffene Parklandschaften besonders reizvoll finden. Dies, so vermuteten Evolutionspsychologen, sei ein Erbe des Lebens in der Savanne, wo für die Frühmenschen Landschaften von Vorteil waren, die Aussicht auf Nahrung und Wasser, zugleich aber auch einen gewissen Schutz boten. Der Evolutionsbiologe Carsten Niemitz wiederum sieht in der Attraktivität von Wasserlandschaften ein Indiz dafür, dass Gewässer ein zentraler Lebensraum der frühen Vorfahren des Menschen gewesen sind.

### Sexuelle Selektion
Eine zweite Form der Anpassung, die in der Evolution des Schönheitsempfindens eine Rolle spielt, ist die sexuelle Selektion, wie sie bereits Charles Darwin beschrieben hat. Mit ihr lassen sich insbesondere solche ästhetischen Präferenzen begründen, die bei der Partnerwahl eine Rolle spielen, etwa die körperliche Attraktivität. Mit dem Modell der sexuellen Selektion lassen sich eine Vielzahl ästhetischer Präferenzen erklären.
Bestimmte Merkmale des Gesichts werden ebenfalls fast durchgehend als attraktiv gewertet. Nach Ergebnissen von Rhodes (2006) sind
- Durchschnittlichkeit,
- Symmetrie und
- Sexualdimorphismus

in weiblichen und männlichen Gesichtern attraktiv.
Versuche am Computer ergaben, dass in Bezug auf die Gesichtsproportionen ein weibliches Durchschnittsgesicht als besonders attraktiv empfunden wird. Gesichtsproportionen, die genau dem Durchschnitt der Bevölkerung entsprechen, so lautete die Interpretation, signalisieren ein hohes Maß an Gesundheit. Später zeigte sich allerdings, dass es Gesichter gab, die von den Testpersonen als noch attraktiver beurteilt wurden, nämlich solche, bei denen bestimmte Proportionen – etwa die Höhe der Wangenknochen oder der Abstand zwischen Kinn und Mund markant vom Durchschnitt abwichen.
Symmetrie ist im Gesicht und im Körperbau ein bevorzugtes Merkmal, weil es sich durch die sexuelle Selektion als ein Indikator für Gesundheit herausgebildet hat. So ergaben Untersuchungen, dass Frauen eine Präferenz für Männer zeigen, die gut tanzen können. In einer Studie, die in Jamaika durchgeführt wurde, stellte sich heraus, dass die Körper derjenigen Männer, denen die Frauen gerne beim Tanzen zusahen, eine stärkere Symmetrie aufweisen.
In weiblichen Gesichtern werden feminine Züge (z. B. kleineres Kinn, höhere Wangenknochen, vollere Lippen) als attraktiv empfunden, wobei Femininität nach Rhodes sogar ein stärkerer Faktor als Durchschnittlichkeit ist. Maskuline Gesichtszüge (z. B. kräftiger Unterkiefer) hängen ebenfalls mit Attraktivität zusammen, wobei die Forschungsergebnisse teilweise widersprüchlich sind und der Zusammenhang laut Rhodes weniger ausgeprägt ist als bei Femininität in weiblichen Gesichtern. Sehr feminine Züge in weiblichen bzw. sehr maskuline Merkmale in männlichen Gesichtern repräsentieren einen hohen Geschlechtshormonspiegel (Östrogen bzw. Testosteron) im Blut des Individuums. Einige Studien haben gezeigt, dass Gesichter von Männern mit einem hohen Testosteronspiegel von Frauen als attraktiver empfunden werden, während andere Untersuchungen zum Ergebnis kamen, dass Männer mit einem hohen Testosteronspiegel von Frauen als männlicher und dominanter, aber nicht attraktiver, bewertet werden. Gesichter von Frauen mit einem hohen Östrogenspiegel werden laut einer Studie aus 2006 als femininer, attraktiver und gesünder wahrgenommen. Geschlechtshormone wirken immunsupprimierend (der Grund hierfür liegt in der chemischen Struktur; Testosteron und Östrogen sind Verwandte der bekannten immunsupprimierenden Medikamente Cortison und Prednison). Deshalb können sehr feminine bzw. sehr maskuline Gesichtszüge nach Rhodes ein Zeichen für ein intaktes Immunsystem sein, weil sich nur gesunde Frauen und Männer sehr feminine bzw. sehr maskuline Gesichtszüge leisten können. Zum Zusammenhang von Durchschnittlichkeit, Symmetrie und Sexualdimorphismus mit Gesundheit liegen nach Rhodes aber keine aussagekräftigen Studien vor.

### Schwierigkeiten und Kritik
Wie bei anderen Modellvorstellungen der Evolutionspsychologie besteht eine zentrale Schwierigkeit darin, dass sich viele Thesen bestenfalls plausibilisieren, aber kaum nachvollziehbar rekonstruieren lassen.
Eine weitere Schwierigkeit besteht darin, evolutionär bedingte ästhetische Präferenzen von kulturell geprägten zu unterscheiden. Ein evolutionärer Hintergrund würde bedeuten, dass es sich bei den jeweiligen ästhetischen Vorlieben um Universalien handelt, sie also bei Menschen aller Kulturen zu beobachten sind. Dies ist jedoch nur in einzelnen Fällen nachweisbar. Gábor Paál bezeichnet diese Art von Präferenzen als „elementarästhetisch“.
Zudem kann die evolutionäre Ästhetik nicht erklären, wie es innerhalb relativ kurzer Zeiträume zu grundlegenden Veränderungen ästhetischer Präferenzen gekommen ist, beispielsweise dass im 18. Jahrhundert Gebirge, deren Anblick man zuvor vermieden hatte, nun wegen ihrer ästhetischen Qualitäten aufgesucht wurden – ein Wandel, für den kulturalistische Ansätze plausible Erklärungen anzubieten vermögen.
Der Versuch, konkrete Schönheitsideale evolutionär zu erklären, beinhaltet meist die Gleichsetzung von Schönheit mit biologischer „Attraktivität“ bzw. von Schönheits- mit „Lust“-empfinden. Paál weist jedoch darauf hin, dass die biologische Reaktion auf einen attraktiven Reiz meist unbewusst abläuft, während ein ästhetisches Urteil eine vergleichend-abwägende, also geistige Entscheidung ist. Mittlerweile mehren sich auch die Hinweise aus der Neurowissenschaft, dass beim Lustempfinden andere Prozesse im Gehirn aktiv sind als beim bewussten ästhetischen Urteil, ob ein Objekt schön ist oder nicht. Auch zeigt sich, dass bei Prozessen, die mit biologischer Attraktivität zu tun haben eher Bereiche des limbischen Systems tätig sind, während hingegen ästhetische Urteile vor allem in der Großhirnrinde gefällt werden.

## Kunsttheorie der evolutionären Ästhetik
Evolutionspsychologen versuchen, die kognitiven Voraussetzungen für die Entstehung von Kunst sowie die Funktion früher Kunstwerke zu ergründen. Ein Ansatzpunkt ist, das offenbar recht zeitgleiche Auftreten verschiedener Formen künstlerischer Tätigkeit zu erklären. Dazu gehören die ältesten bildhaften Kunstwerke und Skulpturen, die im Lonetal auf der Schwäbischen Alb gefunden wurden und etwa 35.000 bis 40.000 Jahre alt sind. Aus etwa der gleichen Zeit stammen die ältesten bekannten Musikinstrumente – die Flöten von Geißenklösterle. Auch frühe Stein- und Höhlenmalereien werden zu den frühen Formen der Kunst gezählt. Warum frühe Kunstformen in dieser Epoche der Altsteinzeit erstmals aufgetreten sind und welche genaue Funktion sie hatten, ist unklar. Manche Anthropologen gehen davon aus, dass religiöse oder kultische Motive eine Rolle gespielt haben, aber dies lässt sich in den meisten Fällen nicht beweisen.
Das besondere an diesen frühen Formen der Kunst ist, dass sie von Beginn an handwerklich ausgefeilt sind: Es lassen sich in der Entwicklung der frühen Kunst keine „Experimentierphasen“ beobachten, in dem Sinn, dass etwa ältere Skulpturen noch technische Mängel aufweisen würden. Dies zeigt aus Sicht von Steven Mithen, dass die handwerklichen Fähigkeiten bereits vor der Entstehung der ersten Kunstwerke vorhanden waren. So war die Fähigkeit, aus der visuellen Vorstellung heraus ein Objekt anzufertigen, schon Jahrhunderttausende zuvor Voraussetzung für die Herstellung von Faustkeilen. Im Unterschied zu Werkstücken wie den Faustkeilen zeichnen sich die Werke, die als Kunst betrachtet werden, durch weitere Merkmale aus: Sie nehmen Bezug auf etwas Entferntes (stellen etwa Tiere in der Wildnis dar) und sie haben offensichtlich eine wie auch immer geartete symbolische Bedeutung. Diese symbolische Bedeutung wird daran deutlich, dass viele Darstellungen viel detailgetreuer sind als es für praktische Zwecke notwendig wäre und dass es sich bei vielen Darstellungen nicht um naturgetreue Abbildungen von Objekten handelt, sondern sie stilistisch abgewandelt sind oder es sich um Abbildungen unnatürlicher Wesen handelt wie beim Löwenmenschen von Hohlenstein-Stadel oder bei Malereien in der französischen Höhle Chauvet, die ein Mischwesen aus Mensch und Bison zeigen.
So wird als eine der Voraussetzungen für Kunst die Fähigkeit zum symbolischen Denken gesehen, die offenbar erst der Homo sapiens entwickelte. Die Ursprünge des symbolischen Denkens führen manche Frühhistoriker wiederum darauf zurück, dass Homo sapiens in der Lage war, verschiedene kognitive Fähigkeiten miteinander zu verknüpfen.
Theorien darüber, welche gesellschaftliche Funktion frühe Kunstwerke wirklich hatten, bergen die gleichen methodischen Schwierigkeiten, wie die oben angesprochenen Theorien über die Wurzeln des Schönheitsempfindens: Es gibt keine Quellen, die über die ursprünglichen „Motive“ der Steinzeitmenschen Auskunft geben könnten.